# 曹康泰
曹康泰（1944年7月—2015年4月14日），中国陕西陇县人；北京大学法律系经济法干部专修科毕业，国家行政学院、中国人民大学兼职教授。1967年5月加入中国共产党，是中共第十六、十七届中纪委委员。曾任国务院法制办公室主任。曾任全国政协委员、社会和法制委员会副主任。

## 经历
曹康泰曾在宁夏回族自治区政府工作；历任自治区政府办公厅处长、法制局局长，办公厅副主任、兼法制局局长，自治区政府副秘书长。
1991年7月，调入国务院法制局，任副局长。1998年机构改组后，出任国务院法制办副主任；2002年，晋升主任；2010年4月，退休；同年10月，被增补为全国政协委员、政协社会和法制委员会副主任。
2015年4月14日，曹康泰因病醫治無效，在北京逝世。

## 主要事件
2003年3月，“孙志刚案”发生后，出任国务院法制办主任刚半年的曹康泰就找到几位法律学者，着手起草新的管理条例。三个月后，公布实施的新办法提出了自愿救助的原则，取消了原来的强制手段。
此外，在曹康泰任内，国务院法制办主要成绩还有，
- 首次就行政法规草案，公开征求社会意见
- 颁布实施了《中华人民共和国行政许可法》
- 汶川地震发生后，法制办迅速组织制定了《汶川地震灾后恢复重建条例》，并于灾后一个月颁布
- 三鹿奶粉事件曝光后，国务院法制办即颁布《乳品质量安全监督管理条例》，以加强乳品质量安全监督管理